# Wielersport op de Olympische Zomerspelen 2016 – keirin mannen
De keirin voor de mannen op de Olympische Zomerspelen 2016 vond plaats op dinsdag 16 augustus 2016. De Brit Chris Hoy won de gouden medaille in 2012, maar verdedigde de olympische titel niet in Rio; landgenoot Jason Kenny volgde hem op. In de eerste ronde kwalificeerden de snelste twee wielrenners zich voor de tweede ronde; de overigen gingen door naar de herkansingen. De beste drie renners in de twee series van de tweede ronde plaatsten zich voor de finale. 

## Resultaten

### Eerste ronde

#### Serie 1
| rang | naam               | land        | tijd   |   |
| ---- | ------------------ | ----------- | ------ | - |
| 1    | Michaël D'Almeida  | Frankrijk   | 10.237 | Q |
| 2    | Joachim Eilers     | Duitsland   | +0.123 | Q |
| 3    | Theo Bos           | Nederland   | +0.387 | H |
| 4    | Christos Volikakis | Griekenland | +0.467 | H |
| 5    | Patrick Constable  | Australië   | +0.637 | H |
| 6    | Im Chae-bin        | Zuid-Korea  | +0.859 | H |

#### Serie 2
| rang | naam              | land          | tijd   |   |
| ---- | ----------------- | ------------- | ------ | - |
| 1    | Damian Zieliński  | Polen         | 10.522 | Q |
| 2    | Matthew Glaetzer  | Australië     | +0.033 | Q |
| 3    | Kang Dong-jin     | Zuid-Korea    | +0.063 | H |
| 4    | Edward Dawkins    | Nieuw-Zeeland | +0.076 | H |
| 5    | Kazunari Watanabe | Japan         | +0.155 | H |
| 6    | Pavel Kelemen     | Tsjechië      | +0.214 | H |
| 7    | Denis Dmitrijev   | Rusland       |        | H |

#### Serie 3
| rang | naam              | land             | tijd   |   |
| ---- | ----------------- | ---------------- | ------ | - |
| 1    | Sam Webster       | Nieuw-Zeeland    | 10.346 | Q |
| 2    | Matthijs Büchli   | Nederland        | +0.034 | Q |
| 3    | François Pervis   | Frankrijk        | +0.035 | H |
| 4    | Krzysztof Maksel  | Polen            | +0.378 | H |
| 5    | Azizulhasni Awang | Maleisië         | +0.484 | H |
| 6    | Callum Skinner    | Groot-Brittannië | +1.069 | H |
| 7    | Ángel Pulgar      | Venezuela        |        | H |

#### Serie 4
| rang | naam              | land             | tijd   |   |
| ---- | ----------------- | ---------------- | ------ | - |
| 1    | Jason Kenny       | Groot-Brittannië | 10.238 | Q |
| 2    | Fabián Puerta     | Colombia         | +0.014 | Q |
| 3    | Maximilian Levy   | Duitsland        | +0.103 | H |
| 4    | Hugo Barrette     | Canada           | +0.110 | H |
| 5    | Matthew Baranoski | Verenigde Staten | +0.237 | H |
| 6    | Yuta Wakimoto     | Japan            | +0.345 | H |
| 7    | Hersony Canelón   | Venezuela        | +0.986 | H |

#### Herkansingen
| rang | naam              | land      | tijd   |   |
| ---- | ----------------- | --------- | ------ | - |
| 1    | Azizulhasni Awang | Maleisië  | 10.399 | Q |
| 2    | Hugo Barrette     | Canada    | +0.038 |   |
| 3    | Theo Bos          | Nederland | +0.079 |   |
| 4    | Pavel Kelemen     | Tsjechië  | +0.180 |   |

| rang | naam              | land       | tijd   |   |
| ---- | ----------------- | ---------- | ------ | - |
| 1    | Krzysztof Maksel  | Polen      | 9.531  | Q |
| 2    | Im Chae-bin       | Zuid-Korea | +0.047 |   |
| 3    | Kang Dong-jin     | Zuid-Korea | +0.123 |   |
| 4    | Kazunari Watanabe | Japan      | +0.485 |   |
| 5    | Hersony Canelón   | Venezuela  | +1.237 |   |

| rang | naam              | land          | tijd   |   |
| ---- | ----------------- | ------------- | ------ | - |
| 1    | François Pervis   | Frankrijk     | 10.284 | Q |
| 2    | Yuta Wakimoto     | Japan         | +0.075 |   |
| 3    | Edward Dawkins    | Nieuw-Zeeland | +0.114 |   |
| 4    | Ángel Pulgar      | Venezuela     | +0.378 |   |
| 5    | Patrick Constable | Australië     | +1.090 |   |

| rang | naam               | land             | tijd   |   |
| ---- | ------------------ | ---------------- | ------ | - |
| 1    | Christos Volikakis | Griekenland      | 10.091 | Q |
| 2    | Denis Dmitrijev    | Rusland          | +0.066 |   |
| 3    | Matthew Baranoski  | Verenigde Staten | +0.640 |   |
| 4    | Maximilian Levy    | Duitsland        | +1.277 |   |
| 5    | Callum Skinner     | Groot-Brittannië |        |   |

### Tweede ronde

#### Serie 1
| rang | naam               | land             | tijd   |   |
| ---- | ------------------ | ---------------- | ------ | - |
| 1    | Jason Kenny        | Groot-Brittannië | 10.163 | Q |
| 2    | Matthijs Büchli    | Nederland        | +0.261 | Q |
| 3    | Azizulhasni Awang  | Maleisië         | +0.271 | Q |
| 4    | Matthew Glaetzer   | Australië        | +0.325 |   |
| 5    | Christos Volikakis | Griekenland      | +0.482 |   |
| 6    | Michaël D'Almeida  | Frankrijk        | +1.088 |   |

#### Serie 2
| rang | naam             | land          | tijd   |   |
| ---- | ---------------- | ------------- | ------ | - |
| 1    | Joachim Eilers   | Duitsland     | 10.239 | Q |
| 2    | Damian Zieliński | Polen         | +0.071 | Q |
| 3    | Fabián Puerta    | Colombia      | +0.073 | Q |
| 4    | Krzysztof Maksel | Polen         | +0.130 |   |
| 5    | François Pervis  | Frankrijk     | +0.137 |   |
| 6    | Sam Webster      | Nieuw-Zeeland | +1.524 |   |

### Finale
| rang   | naam              | land             | tijd   |  |
| ------ | ----------------- | ---------------- | ------ |  |
| Goud   | Jason Kenny       | Groot-Brittannië |        |  |
| Zilver | Matthijs Büchli   | Nederland        | +0.040 |  |
| Brons  | Azizulhasni Awang | Maleisië         | +0.085 |  |
| 4      | Joachim Eilers    | Duitsland        | +0.110 |  |
| 5      | Fabián Puerta     | Colombia         | +0.113 |  |
| 6      | Damian Zieliński  | Polen            | +0.594 |  |

2000: Florian Rousseau ·
2004: Ryan Bayley ·
2008: Chris Hoy ·
2012: Chris Hoy ·
2016: Jason Kenny ·
2020: Jason Kenny · 
2024: Harrie Lavreysen